# Vrede
 For alternative betydninger, se Vrede (flertydig). (Se også artikler, som begynder med Vrede)
 Der er for få eller ingen kildehenvisninger i denne artikel, hvilket er et problem. Du kan hjælpe ved at angive troværdige kilder til de påstande, som fremføres i artiklen.

Jeg kan lide at være træner. Jeg kan lide at være vred hver dag.
Vrede (eller irritation, harme, arrigskab, raseri; fra norrønt reiðr: 'forvreden') er en følelse af stærk sindsbevægelse som følge af at blive udsat for krænkelse, forurettelse, fornærmelse, trussel eller ondskab, og som gør den vrede ubehagelig og afvisende over for andre.
En person som oplever vrede vil ofte kunne mærke det på sin krop i form af forhøjet puls og blodtryk, fremkaldt af stress-hormoner som adrenalin og noradrenalin. Vrede anses af visses som en del af kamp-eller-flugt-reaktionen. Adfærdsmæssigt, kognitivt og fysiologisk bliver vrede den fremherskende følelse hos den, som vælger at gribe ind over for en udefra kommende trussel.
Vrede har mange kropslige og psykiske følger. Vrede kan observeres i ansigtsudtryk, kropssprog, fysiologisk respons, endog som aggression i det offentlige rum. Det vrede ansigtsudtryk kendes på sænkede øjenbryn og panderynken. De fleste oplever, deres vrede fremkaldes af ting de udsættes for, men psykologer har påpeget, at den vrede det udefra kommende fremkalder kan sløre evnen til at overvåge og iagttage sig selv.
Inden for moderne psykologi anses vrede som en normal, naturlig og moden følelsesmæssig reaktion, som praktisk talt alle oplever af og til, og som hjælper individet til at klare sig. Ukontrolleret vrede kan dog skade en persons helbred og livskvalitet,  foruden dennes omgangskreds. Til alle tider har filosoffer og forfattere advaret mod spontane og ukontrollerede vredesudbrud, samt diskuteret om vrede på nogen måde er værdifuld. I vore dage anses det for potentielt skadeligt at undertrykke vrede.

## Baggrund og årsager
Når dyr føler sig truet, kan de reagere med vrede, ved at lave høje lyde, forsøge at se fysisk større ud, blotte deres tænder, og stirre. Den adfærd, der er forbundet med vrede, er ment som en advarsel til angribere om at stoppe deres truende adfærd. To dyr kommer sjældent op at slås fysisk, uden at mindst én af dem forinden har vist vrede.

Vrede er en menneskelig grundfølelse, på linje med sorg og glæde, som udviklingshistorisk er opstået, fordi den bidrager til menneskets overlevelse. Stillet over for en fare blev stenaldermennesket grebet af frygt og vrede, som satte kroppen i alarmberedskab og gjorde det klar til kamp, ved at pulsen øgedes, så der kunne pumpes blod, og dermed energi, ud til musklerne.
De er trætte af, at de ikke længere kan sidde nede på værtshuset og råbe røv, uden at der er nogen, der klager. De kan heller ikke gøre det på arbejdet, for så kommer der en hr-chef og siger: „Ved du hvad, Jørgen, det der kan du godt holde op med“. Så i stedet går de på Facebook og skriver til sådan nogle som mig, at jeg kraftedeme skal have en kæp op i røven, hvis jeg har blandet mig i en voldtægtsdebat. 
For hvor skal de ellers gå hen?
Folk føler sig virkelig vrede, når de mærker, at de selv eller en, de holder af, er blevet fornærmet eller krænket, forudsat de dels er sikre på, hvem eller hvad der har fremkaldt vreden, dels er overbevist om, at en anden er ansvarlig, og dels føler, at de stadig kan påvirke situationen eller håndtere den. Hvis f.eks. ens bil bliver beskadiget, vil man blive vred, hvis en anden er ansvarlig, ved f.eks. at køre ind i bilen bagfra, mens man i stedet bliver trist til mode, hvis uheldet var forårsaget af naturkræfter, f.eks. et uvejr med store hagl, eller man føler skyld og skam, hvis man selv er ansvarlig, ved f.eks. i et øjebliks uopmærksomhed at køre ind i noget. Vrede kan også forstås ud fra vores forventninger og antagelser om verden, idet vrede næsten altid opstår, når vore forventninger om verden pludselig ikke passer med virkeligheden, når verden viser sig at være anderledes end vi tror. Omvendt kan vrede bruges som en manipulationsstrategi for at opnå social indflydelse.
Normalt forklarer de, der oplever vrede, den som en følge af "hvad der er overgået dem", og for det meste kommer vreden lige efter en sådan krænkende hændelse, så vreden her har en særskilt ydre årsag. En vred person forbinder normalt intuitivt vreden med en overlagt, personlig og styret adfærd hos modparten, mens vedkommende selv oplever tab af selvkontrol og manglende evne til nøgternt at iagttage situationen, fordi vedkommende er for følelsesmæssigt påvirket. Vrede kan have flere årsager, hvoraf nogle kan skyldes hændelser langt tilbage i tiden, men de fleste mener, deres vrede kun skyldes én ting. Oplevelser med vrede kan ligge gemt i en persons fortid, idet oplevelserne måske ikke i fortiden fremkaldte vrede, men blot efterlod en vag erindring herom, som senere kan give næring til et vredesudbrud.

## Oplevelsen af vrede
Hos en person som føler vrede vil følelsen i øjeblikket være altoverskyggende. Vrede kommer til udtryk gennem ansigtsudtryk, kropssprog, psykologiske reaktioner og til tider gennem vold. Dyr og mennesker laver for eksempel lyde, forsøger at virke større, stirrer og blotter deres tandsæt. Mange mennesker forklarer vreden ud fra, hvad de oplever, der blev gjort uretfærdigt mod dem.

## Opfattelser af vrede
Opfattelsen af vrede varierer i filosofi, religion og psykologi, og forskellige traditioner og skoler har forskellige syn på dette komplekse følelsesmæssige fænomen. Her er nogle perspektiver fra både religion, filosofi og psykologi:

### Kristendom
Kristendommen advarer ofte mod syndige vrede, der er ukontrolleret og rettet mod andre. Vrede er en følelse, men den kan udvikle sig til en tilbøjelighed eller blive overdreven. Dermed bliver vreden til en last og opfattes blandt katolikker som en af de syv dødssynder. Bibelen indeholder råd om at udvise tålmodighed, tilgive og praktisere kærlighed frem for hævn.

### Buddhisme
Buddhismen lærer, at vrede er en af de tre rodforstyrrelser, der skal overvindes for at opnå oplysning. Buddhister søger at udvikle kærlighed og medfølelse som modsætning til vrede.

### Stoicisme
Stoikerne som Seneca forsøgte at kontrollere og modstå vrede. De mente, at vrede ofte opstår på grund af urealistiske forventninger og fejlagtige opfattelser af verden. Stoikerne betonede vigtigheden af at udvikle indre ro og selvbeherskelse.

### Behavioristisk opfattelse
Ud fra et behavioristisk synspunkt er vrede et psykologisk reaktionsmønster ment til at skræmme en modpart fra at true den pågældende.